# Michel de Forest
 (mars 2022).
La mise en forme du texte ne suit pas les recommandations de Wikipédia : il faut le « wikifier ».
Les points d'amélioration suivants sont les cas les plus fréquents. Le détail des points à revoir est peut-être précisé sur la page de discussion.
- Les titres sont pré-formatés par le logiciel. Ils ne sont ni en capitales, ni en gras.
- Le texte ne doit pas être écrit en capitales (les noms de famille non plus), ni en gras, ni en italique, ni en « petit »…
- Le gras n'est utilisé que pour surligner le titre de l'article dans l'introduction, une seule fois.
- L'italique est rarement utilisé : mots en langue étrangère, titres d'œuvres, noms de bateaux, etc.
- Les citations ne sont pas en italique mais en corps de texte normal. Elles sont entourées par des guillemets français : « et ».
- Les listes à puces sont à éviter, des paragraphes rédigés étant largement préférés. Les tableaux sont à réserver à la présentation de données structurées (résultats, etc.).
- Les appels de note de bas de page (petits chiffres en exposant, introduits par l'outil «  Source ») sont à placer entre la fin de phrase et le point final[comme ça].
- Les liens internes (vers d'autres articles de Wikipédia) sont à choisir avec parcimonie. Créez des liens vers des articles approfondissant le sujet. Les termes génériques sans rapport avec le sujet sont à éviter, ainsi que les répétitions de liens vers un même terme.
- Les liens externes sont à placer uniquement dans une section « Liens externes », à la fin de l'article. Ces liens sont à choisir avec parcimonie suivant les règles définies. Si un lien sert de source à l'article, son insertion dans le texte est à faire par les notes de bas de page.
- La présentation des références doit suivre les conventions bibliographiques. Il est recommandé d'utiliser les modèles {{Ouvrage}}, {{Chapitre}}, {{Article}}, {{Lien web}} et/ou {{Bibliographie}}. Le mode d'édition visuel peut mettre en forme automatiquement les références.
- Insérer une infobox (cadre d'informations à droite) n'est pas obligatoire pour parachever la mise en page.

Pour une aide détaillée, merci de consulter Aide:Wikification.
Si vous pensez que ces points ont été résolus, vous pouvez retirer ce bandeau et améliorer la mise en forme d'un autre article.
Michel (de) Forest, est né vers 1638 vraisemblablement en Europe et décédé vers 1690 à Port-Royal en Acadie, Nouvelle-France. De nombreuses publications prétendent, à tort, que ses ancêtres seraient associés à la fondation de la ville de New York. 
Le fonds d'archives de la Famille Forest est conservé au centre d'archives de Montréal de Bibliothèque et Archives nationales du Québec. 

## Biographie
Selon Placide Gaudet, « Le fondateur de la famille Forest d'Acadie fut Michel Forest né en Europe vers 1638 dont le lieu et les parents sont indéterminés. »
En 1666, à Port-Royal, il épousa Marie Hébert âgée de 15 ans alors que Michel est âgé de 28 ans. Marie est la fille d’Étienne Hébert et de Marie Gaudet. Elle serait née vers 1651 à Port-Royal, en Acadie. Elle décède vers 1677 à Port-Royal, possiblement à la suite de la naissance  de Jean-Baptiste cinquième enfant de la famille.
Tel qu'en font preuve les recensements de Port-Royal de 1671, 1678-9, 1686, 1701, 1703, 1707, plusieurs de ses descendants, trois générations, occuperont cette terre jusqu'au moment de la déportation, en 1755. On retrouve les descendants de Michel Forest aujourd'hui principalement au Canada et aux États-Unis.

## Documents officiels
Les seuls documents officiels disponibles concernant la famille de Michel Forest et de Marie Hébert, ce sont les recensements réalisés en Acadie à partir de 1671. Ce recensement est fait par le Sr Landin et envoyé à Colbert de Québec.  Le recensement est rédigé par le père Laurent Molins:
Extrait du Roole des familles de l'Acadie de 1671 :
« Laboureur-Michel de Forest âgé de trente trois ans, sa femme Marie hebert aagé de vingt ans, Leurs enfants 3.- Michel aagé de 4 ans, Pierre deux ans et demy- René un an.  Leurs terres en Labour deux arpans.  Leurs bêstes à Cornes douxe, et deux brebis » (sic).
On retrouve la mention de Michel par la suite au recensement de Port-Royal en 1678: 
« Estats des habitants du Port-Royal en 1678...michel forest Veuf (28). 4 arpans en valeur, 3 vaches, 2 veaux, 1 fuzil.  4 garçons:  Michel 12 ans, Pierre 10 ans, René 8ans, Jean-Baptiste 3 ans. 2 filles:  Gabrielle 6 ans, Marie 4 ans ». 
À la suite du décès de son épouse Marie Hébert en 1686, Michel épouse en deuxièmes noces Jacqueline Benoit qui lui donnera en 1687 une fille nommée Marguerite.  Jacqueline Benoit (c1671-1673-c1755) était la fille de Martin Benoit et de Marie Chaussegros. 
Le nom de Michel réapparaît au recensement de 1686 :  
Michel Deforest 47 ans de Port-Royal.  Michel a une nouvelle femme, Jacqueline Benoit et trois autres enfants, Gabriel 1673, Jean-Baptiste 1677 et une fille. 1 fusil, 8 bêtes à cornes, 4 cochons, 5 arpents à valeur.

## Hypothèses sur les origines de l’Acadien Michel (de) Forest
L’existence et la présence de Michel (de) Forest en Acadie est affirmée par les divers recensements de l’époque. Il n’en est pas ainsi quant à son origine, le lieu de sa naissance et le nom de ses parents qui nous sont  toujours inconnu. Cette situation donnera l’occasion à plusieurs chercheurs, historiens, généalogistes amateurs et professionnels de rechercher les ancêtres de Michel avec plus ou moins de succès. 
Comme l’écrivait Caroline-Isabelle Caron dans sa thèse de doctorat en 2001 : Ils le font précisément pour résoudre un mystère historique sur les origines de Michel. Ces auteurs montrent bien un besoin essentiel  de se créer des ancêtres ou de s’imaginer une famille sans souci de l’exactitude historique. Et encore mieux si nous pouvons retrouver dans nos ancêtres des origines nobles.
Selon Denis Beauregard Michel (de) Forest « ... L'hypothèse d'un Gereyt de Forest qui n'a laissé aucune trace de sa naissance me semble de plus en plus farfelue et sans fondement ».

## Hypothèse actuellement retenue et erronée sur l’origine de Michel de Forest
L'hypothèse formulé par Vincent-de- Lérins et reprise par Bona Arsenault d'un Henri de Forest, fils de Jesse de Forest et père de Michel de Forest est abandonné faute de preuve et surtout parce que cette hypothèse est abandonnée par ses auteurs dix ans plus tard. Hypothèse Vincent-de-Lérins 1965 annulée, Gerrit Forest, alias Michel selon l'auteur, baptisé à Leyde, est en réalité resté aux Pays-Bas (Jean-Marie Germe, AGCF, 2022).
En conséquence, il n'est pas relié aux de Forest de Wallonie ou des Flandres françaises ni de Jessé de Forest ou de Henri de Forest, ni de Crispin de Forest ou à certains Forrest, de Forest, DeFreest des États-Unis ou du Canada. La provenance est indéterminée.
Les analyses actuelles de l'ADN Y des descendants de Michel Forest d'Acadie démontrent que leurs signatures génétiques en font un groupe homogène, distinct et totalement différents des de Forest d'Avesnes (dont nous connaissons déjà les analyses de l'ADN Y de six d'entre eux) ou des Forrest ou DeForest originaires du Royaume-Uni (dont l'analyse de l'ADN Y est connu pour un très grand nombre). L'origine lointaine de Michel pourrait être Italo-Celte puisque plusieurs de ses descendants test positif pour l'haplogroupe R-P312. Ce groupe prend son origine autour de la mer noire à l'époque de la culture Indo-Européenne un culture ancestrale proto-celtique.  
Ainsi les Forest trouvent leurs origines immédiates en Acadie aujourd'hui la Nouvelle-Écosse et ne sont pas reliés à Jessé de Forest ni à ses descendants ni aux de Forest wallons ou des Flandres françaises associés à la fondation de la ville de New York tel que proposé entre autres par James Riker.

## Descendants illustres
- Sir Wilfrid Laurier 7e premier ministre du Canada de 1896 à 1911
- Robert Bourassa 22e premier ministre du Québec de 1970 à 1976
- Bernard Landry 28e premier ministre du Québec de 2001 à 2003.